# Brochopeplus
Brochopeplus is een geslacht van rechtvleugeligen uit de familie sabelsprinkhanen (Tettigoniidae). De wetenschappelijke naam van dit geslacht is voor het eerst geldig gepubliceerd in 1892 door Pictet & Saussure.

## Soorten
Het geslacht Brochopeplus  is monotypisch en omvat slechts de volgende soort:
- Brochopeplus exaltatus (Walker, 1869)